# Sydzyna
Sydzyna – wieś w Polsce położona w województwie świętokrzyskim, w powiecie staszowskim, w gminie Rytwiany.
Wieś Szydziny położona w powiecie sandomierskim województwa sandomierskiego wchodziła w 1662 roku w skład majętności rytwiańskiej Łukasza Opalińskiego. W latach 1975–1998 miejscowość administracyjnie należała do województwa tarnobrzeskiego.

## Dawne części wsi – obiekty fizjograficzne
W latach 70. XX wieku przyporządkowano i opracowano spis lokalnych części integralnych dla Sydzyny zawarty w tabeli 1.

| Nazwa wsi – miasta     | Nazwy części wsi – miasta                     | Nazwy obiektów fizjograficznych – charakter obiektu |
| ---------------------- | --------------------------------------------- | --- |
| I. Gromada SICHÓW DUŻY |                                               | |
| 1. Sydzyna             | 1. Mała Sydzyna 2. Pod Gościńcem 3. Pod Lasem | 1. Borek — las 2. Kałki — pole 3. Klin — pole, łąki 4. Mała Sydzyna — pole 5. Mrowieniec — pola, łąka 6. Niwka — łąka, pole 7. Pasternik — pole 8. Pod Pasieką — pole |